# Islas Samuel (Malvinas)
Las islas Samuel (en inglés: Samuel Island) forman parte del archipiélago de las Malvinas, que según la Organización de las Naciones Unidas (ONU), está en litigio de soberanía entre el Reino Unido, quien la administra como parte del territorio británico de ultramar de las Malvinas, y la Argentina, quien reclama su devolución, y la integra en el departamento Islas del Atlántico Sur de la provincia de Tierra del Fuego, Antártida e Islas del Atlántico Sur.
Se encuentran sobre el seno Choiseul, en el sector este de la isla Soledad, junto a la isla León Marino y al sur de la bahía Button. También se hallan cerca de la punta Rocla, entrada al puerto Victoria, y del asentamiento de Arroyo Walker. 
El grupo está formado por las islas: Gran Samuel (Big Samuel), Pequeña Samuel (Little Samuel) y otros islotes menores.